# Guardia Civil (Philippinen)
Die Guardia Civil en Filipinas bzw. Guardia  Civil de las Islas Filipinas war eine Einheit der spanischen Guardia Civil, die ab 1868 im Generalkapitanat der Philippinen aufgestellt und nach dem Ende des Spanisch-Amerikanischen Krieges 1898 und dem Verlust der Kolonie aufgelöst wurde.

## Geschichte

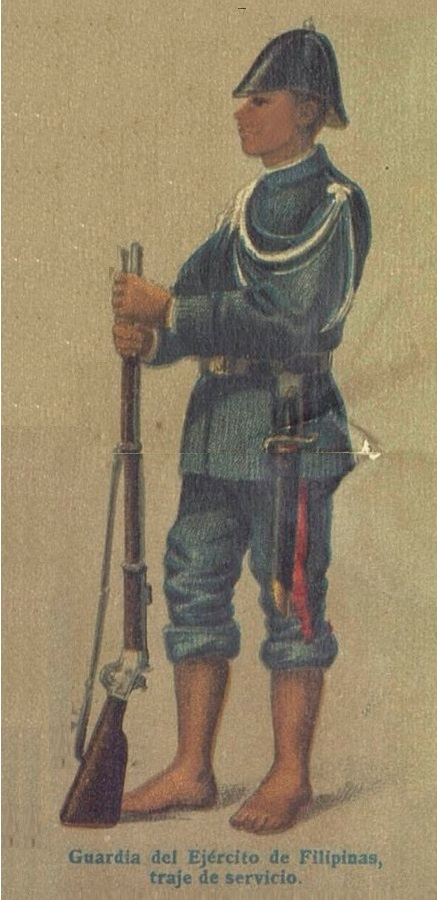
Guardia Civil 24a

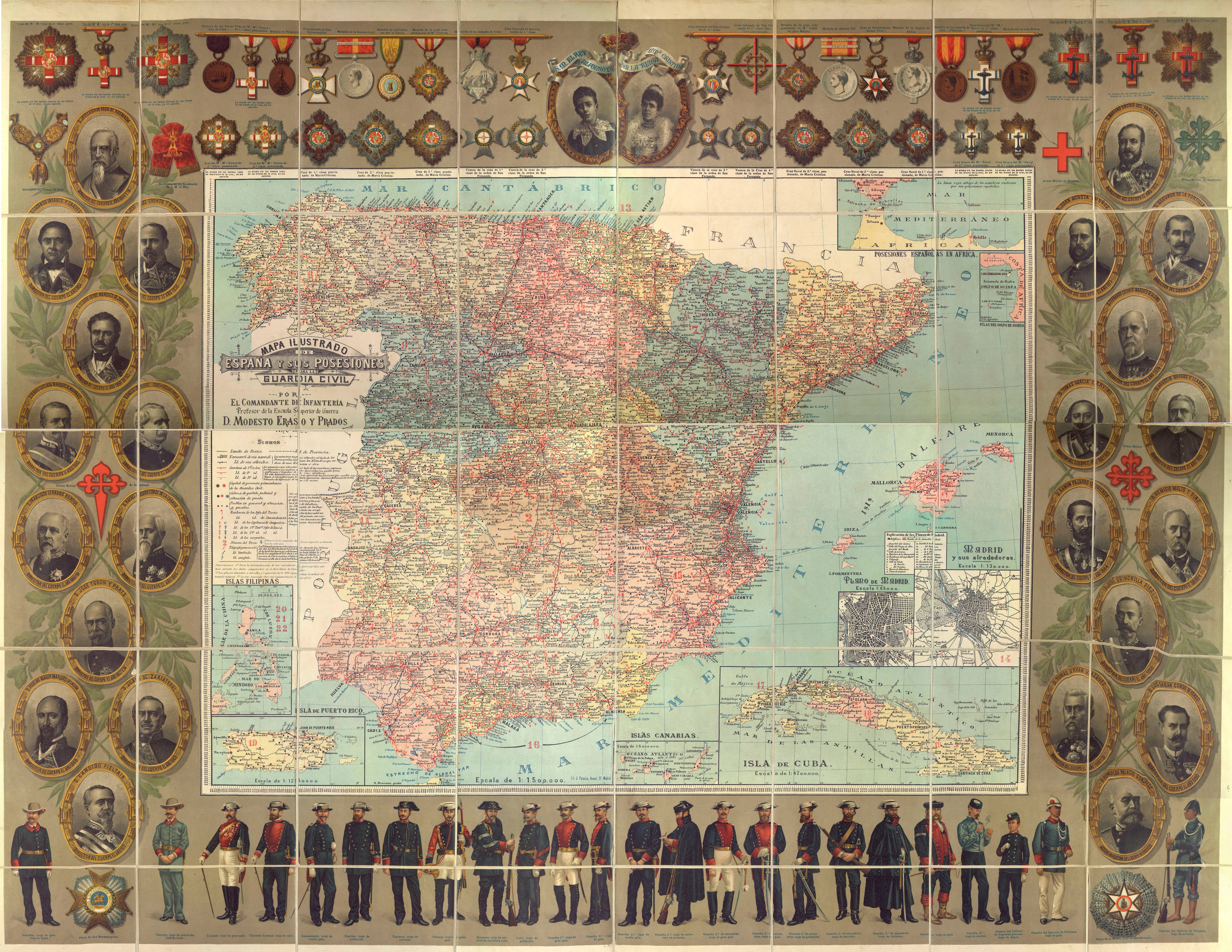
Mapa ilustrado del Reino de España y sus posesiones para la Guardia Civil

Die Guardia Civil der Philippinen wurde aufgrund eines königlichen Dekrets vom 24. März 1868 aufgestellt. Überlegungen für eine derartige Truppe waren bereits 1855 vom damaligen Gouverneur und Generalkapitän der Kolonie angestellt worden, konnten jedoch aufgrund knapper finanzieller Ressourcen nicht realisiert werden. Vorbild war die Guardia Civil des Generalkapitanats Kuba. Eine weitere koloniale Guardia bestand im Generalkapitanat Puerto Rico.
Kern der Guardia wurde der Tercio für die Insel Luzon in einer Stärke von 1045 Mann:
- ein Oberst als Chef (coronel)
- ein Oberstleutnant (teniente coronel)
- drei Majoren (comandantes) als Distrikts-Chefs (Kommandantur, zwei Adjutanten, ein Arzt, ein Waffenmeister und ein Hornist-Gefreiter (cabo corneta))
- Acht Hauptmänner (capitanes)
- 16 Leutnants (tenientes)
- einige Fähnriche (alféreces)
- acht Sergeanten 1. Klasse
- 32 Sergeanten 2. Klasse
- 74 Obergefreiten (cabos primeros)
- einige Gefreiten
- 8 Hornisten (cornetas)
- 824 Gardisten

Im Gegensatz zu den Guardias Civiles in Kuba und Puerto Rico setzte sich das Personal der philippinischen GC hauptsächlich aus indigenen Tagalog zusammen, während die Offiziere Spanier waren. Sämtliches Personal stammte, wie im Mutterland, aus der Spanischen Armee. Im Mai 1872 wurde ein zweiter Tercio auf Mindanao gegründet. Eine Tercio de la Veterana nahm am 6. April 1872 seinen Dienst in der Hauptstadt Manila auf. 1895 wurde ein dritter Tercio in Nueva Ecija gegründet. Die Gesamtpersonalstärke der GC betrug 1898:
- 16 Chefs (jefes)
- 143 Offiziere
- 534 Unteroffiziere und Gefreite
- 2992 Gardisten

Die drei Tercios trugen die Nrn. 20, 21 und 22 korrespondierend mit den Einheiten im Mutterland, Kuba und Puerto Rico. Wie die Einheiten auf Kuba und Puerto Rico wurde auch die GC der Philippinen aufgrund der Niederlage Spaniens im Spanisch-Amerikanischen Krieg 1898 aufgelöst. Bereits während des Krieges bzw. der Philippinischen Revolution ab 1896 kam es zu Desertionen von indigenen Gardisten, die zu den Aufständischen unter Baldomero Aguinaldo überliefen.